# Gehyra lacerata
Gehyra lacerata (ряба дтелла) — вид геконоподібних ящірок родини геконових (Gekkonidae). Мешкає в Таїланді і В'єтнамі.

## Поширення і екологія
Рябі дтелли мешкають на північному заході, південному заході і північному сході Таїланду, спостерігался у В'єтнамі. Вони живуть в тропічних лісах, що ростуть серед вапнякових скель. Ведуть нічний спосіб життя.